# 拉翁
拉翁（法語：Rahon，法語發音：[ʁa.ɔ̃]）是法国汝拉省的一个市镇，属于多勒区。

## 地理
拉翁（46°59'13"N, 5°27'41"E）面积19.6 平方千米，位于法国勃艮第-弗朗什-孔泰大區汝拉省，该省份为法国东部内陆省份，北起上索恩省，西北接科多尔省，西临索恩-卢瓦尔省，南至安省，东与杜省和瑞士接壤。
与拉翁接壤的市镇（或旧市镇、城区）包括：热夫里、巴莱索、尚迪韦尔、勒代绍、莫莱、讷维莱多勒、帕尔塞、圣巴兰、维莱罗贝尔。
拉翁的时区为UTC+01:00、UTC+02:00（夏令时）。

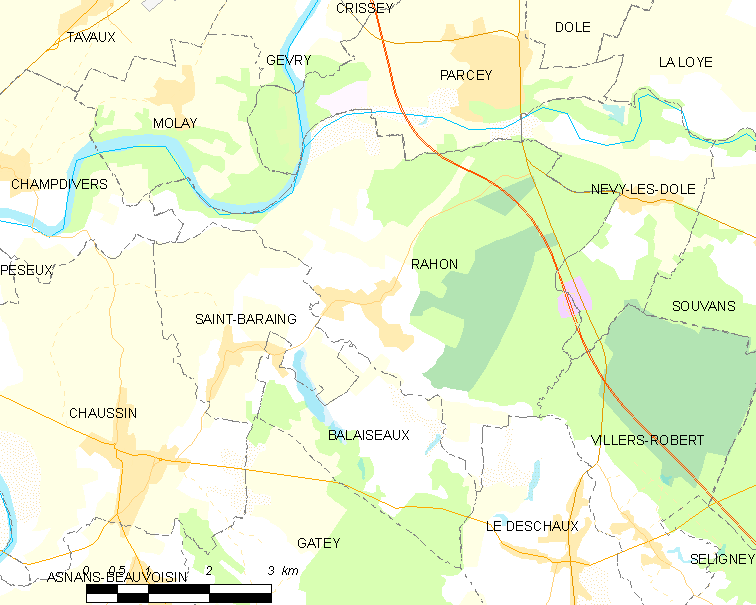
拉翁的OSM定位图

## 行政
拉翁的邮政编码为39120，INSEE市镇编码为39448。

## 政治
拉翁所属的省级选区为塔沃县。

## 人口

拉翁1962-2008年间人口变化图示

拉翁于2022年1月1日时的人口数量为450人。